# Джабір II ас-Сабах
Джабір аль-Мубарак ас-Сабах (араб. جابر المبارك آل صباح‎; нар. 1860 — пом. 5 лютого 1917) — восьмий емір Кувейту.

## Біографія
Був старшим сином і спадкоємцем еміра Мубарака Великого. Він був першим помічником батька, особисто брав участь у палацовому перевороті 1896 року, коли було повалено та вбито еміра Мухамада, згодом заміщав батька на час його відсутності у столиці. У листопаді 1915 року після смерті Мубарака Джабір II успадкував кувейтський престол.
Зійшовши на престол, Джабір скасував податок на нерухомість та вигнав з Кувейту аджманів — противників еміра Неджда Абдель-Азіза ібн Сауда, з яким у еміра були дружні стосунки.
Джабір II був амбітним, честолюбним і незалежним правителем, постійно конфліктував з англійцями.
5 лютого 1917 року 57-річний Джабір помер. Трон успадкував його молодший брат Салім.